# Euplectrus puttleri
Euplectrus puttleri är en stekelart som beskrevs av Gordh 1980. Euplectrus puttleri ingår i släktet Euplectrus och familjen finglanssteklar.
Artens utbredningsområde är Colombia. Inga underarter finns listade i Catalogue of Life.